# Virgoiulus minutus
Virgoiulus minutus är en mångfotingart som först beskrevs av Brandt 1841.  Virgoiulus minutus ingår i släktet Virgoiulus och familjen pärlbandsfotingar. Inga underarter finns listade i Catalogue of Life.